# Peartolus bipustulata
Peartolus bipustulata är en insektsart som beskrevs av Van Stalle 1986. Peartolus bipustulata ingår i släktet Peartolus och familjen kilstritar. Inga underarter finns listade i Catalogue of Life.